# Biblioteka Narodowego Uniwersytetu Meksykańskiego
Biblioteka Narodowego Uniwersytetu Meksykańskiego (hiszp. La Biblioteca Central de la Universidad Nacional Autónoma de México (UNAM)) – modernistyczny gmach biblioteki centralnej Narodowego Uniwersytetu Meksykańskiego, zlokalizowany na terenie kampusu tegoż uniwersytetu w Meksyku. Meksykańska odpowiedź na światowy rozwój urbanistyki po II wojnie światowej. 
W realizacji koncepcji miasteczka uniwersyteckiego udział brało ponad 60 architektów, inżynierów i artystów. Całość prac koordynowali Mario Pani i Enrique del Moral. Projekt opracowano w latach 1946–1951, a zrealizowano w latach 1949–1952. Architektura zespołu łączy w sobie formy nowoczesne i przedkortezjańskie. Oprócz biblioteki, na szczególną uwagę zasługują: gmach rektoratu, stadion uniwersytecki, gmachy akademii medycznej i szkoły technicznej – miasteczko zostało wpisane w 2007 na listę światowego dziedzictwa kulturowego UNESCO.
Sama biblioteka jest formalnym zwieńczeniem idei całego kompleksu. Jej autorami byli Juan O'Gorman, Gustav Saavedra i Juan Martinez de Velasco. Zrealizowana została w 1952, czerpiąc ze sztuki Majów i Tolteków. Dominantą jest 10-piętrowy gmach (swoista wieża) mieszczący zbiory, wyrastający z przeszklonego pawilonu czytelni, pokryty mozaikami projektu Juana O'Gormana nawiązującymi m.in. do sztuki starożytnego Meksyku – przedstawień w prekolumbijskich kodeksach indiańskich.   
W 1968, podczas Olimpiady w Meksyku, miasteczko uniwersyteckie sąsiadowało bezpośrednio z wioską olimpijską, co spowodowało spopularyzowanie idei przewodnich kompleksu i ich zaistnienie w globalnej świadomości architektonicznej.